# 27332 Happritchard
27332 Happritchard este un asteroid din centura principală de asteroizi.

## Descriere
27332 Happritchard este un asteroid din centura principală de asteroizi. A fost descoperit pe 2 februarie 2000 la Socorro, New Mexico, în cadrul proiectului LINEAR. Asteroidul prezintă o orbită caracterizată de o semiaxă mare de 2,54 ua, o excentricitate de 0,11 și o înclinație de 5,7° în raport cu ecliptica.